# The Eyes of Mystery
The Eyes of Mystery is een Amerikaanse dramafilm uit 1918 onder regie van Tod Browning. Destijds werd de film in Nederland uitgebracht onder de titel Geheimzinnige oogen.

## Verhaal
Carma Carmichael woont in bij haar oom Quincy. Ze wordt ontvoerd door haar vader Roger en vastgehouden voor losgeld. Oom Quincy stuurt Jack Carrington op onderzoek uit. Carma gaat als eerste twijfelen aan de bedoelingen van Jack, maar ze komt er ook achter dat haar ontvoerder eigenlijk een bedrieger is, die haar vader heeft vermoord.

## Rolverdeling
| Acteur          | Personage         |
| --------------- | ----------------- |
| Edith Storey    | Carma Carmichael  |
| Bradley Barker  | Jack Carrington   |
| Harry Northrup  | Roger Carmichael  |
| Frank Andrews   | Quincy Carmichael |
| Kempton Greene  | Steve Graham      |
| Frank Bennett   | Seth Megget       |
| Louis Wolheim   | Brad Tilton       |
| Anthony Byrd    | Oom George        |
| Pauline Dempsey | Tante Liza        |